# Loi portant modification aux lois organiques sur l'élection des députés et établissant le scrutin de liste avec représentation proportionnelle
Lire en ligne

Wikisource

La loi du 12 juillet 1919 est une loi de la Troisième République française, votée le 12 juillet 1919. Elle remplace le mode de scrutin précédemment en usage (déterminé par la loi du 13 février 1889) par un nouveau, qui sera utilisé pour les élections de 1919 et de 1924 avant d'être abrogé à son tour, par la loi du 21 juillet 1927.
Cette refonte de la loi électorale aboutit à un « système bâtard, plus baclé que réfléchi, un compromis entre la représentation proportionnelle et le suffrage majoritaire, qui donne une prime très forte aux majoritaires ».
Ce texte est rendu nécessaire car les lois constitutionnelles de 1875 n'ont pas fixé le mode d'élection des députés (elles disposent que « la Chambre des députés est nommée par le suffrage universel, dans les conditions déterminées par la loi électorale »).

## La refonte de la circonscription électorale
L'article 3 définit le département comme circonscription électorale de base. Il autorise toutefois, quand le nombre de députés à élire est supérieur à 6, à diviser le département en circonscriptions qui doivent élire au moins trois députés chacune.
L'article 2 dispose que chaque département élit un député par tranche de 75 000 « habitants de nationalité française ». La dernière tranche, si elle dépasse 37 500 habitants, donne droit à un député supplémentaire.
Un plancher est établi : chaque département a, au moins, trois députés.

## Un nouveau mode de scrutin

### Principe du nouveau scrutin
Le but principal de cette loi est de modifier le mode de scrutin établi par la loi du 13 février 1889, qui est le scrutin uninominal majoritaire à deux tours par arrondissement. L'article 1er du texte dispose que « les membres de la Chambre des députés sont élus au scrutin de liste départemental », ce qui substitue au précédent système un nouveau, basé sur le scrutin plurinominal dans le cadre du département.

### Composition de listes de candidats
1. Article 5 : Les candidats se regroupent dans des listes déposées en préfecture cinq jours au moins avant l'élection (article 6), et le nombre de candidats par liste ne peut excéder le nombre total de députés à élire dans la circonscription.
2. L'article 4 interdit de se présenter dans plusieurs circonscriptions.
3. Toutefois, les candidatures individuelles sont autorisées, pour peu que cent électeurs de la circonscription l'appuient (article 6). Le candidat unique est alors réputé former une liste à lui tout seul.

La possibilité de panacher entre plusieurs listes, de rayer ou d'ajouter un nom rend ce mode d'élection des plus complexes.

### Un scrutin mixte
L'élection se déroule en un seul tour. Le nouveau système de vote est complexe : il allie scrutin proportionnel plurinominal et scrutin majoritaire plurinominal. Dans les faits, le scrutin majoritaire prime sur le proportionnel : les législateurs ont introduit seulement une « dose de proportionnelle ». En effet, le 1er alinéa de l'article 10 dispose : « tout candidat qui aura obtenu la majorité absolue est proclamé élu dans la limite des sièges à pourvoir. ». 
1. Les électeurs votent donc pour un seul candidat sur la liste, susceptible de l'emporter directement : le système, de prime abord, est majoritaire.
2. Ce n'est qu'ensuite, si des sièges restent à pourvoir, que le scrutin devient proportionnel :

« On détermine le quotient électoral en divisant le nombre des votants, déduction faite des bulletins blancs ou nuls, par celui des députés à élire.
On détermine la moyenne de chaque liste en divisant par le nombre de ses candidats le total des suffrages qu'ils ont obtenus.
Il est attribué à chaque liste autant de sièges que sa moyenne contient de fois quotient électoral.
Les sièges restants, s'il y a lieu, seront attribués à la plus forte moyenne.
Les sièges seront, dans chaque liste, attribués aux candidats qui auront réuni le plus de suffrages. »

— Article 10

### Conditions de validité de l'élection
L'article 13 pose comme deux conditions à la validité de l'élection dans une circonscription. D'abord, le nombre de votants doit être supérieur à la moitié des inscrits dans la circonscription, et ensuite, au moins une liste doit avoir obtenu un nombre de voix égal au quotient électoral défini à l'article 10. Si ces deux conditions ne sont pas remplies, l'élection est nulle, et les électeurs convoqués quinze jours après pour la refaire.
Par ailleurs, l'article 12 pose une autre condition, cette fois pour la validité de l'élection d'un des candidats. Pour qu'un candidat soit proclamé élu, en effet, il doit avoir remporté un nombre de voix supérieur à la moitié du nombre moyen des suffrages de la liste dont ils font partie.